# Cambio climático e infancia

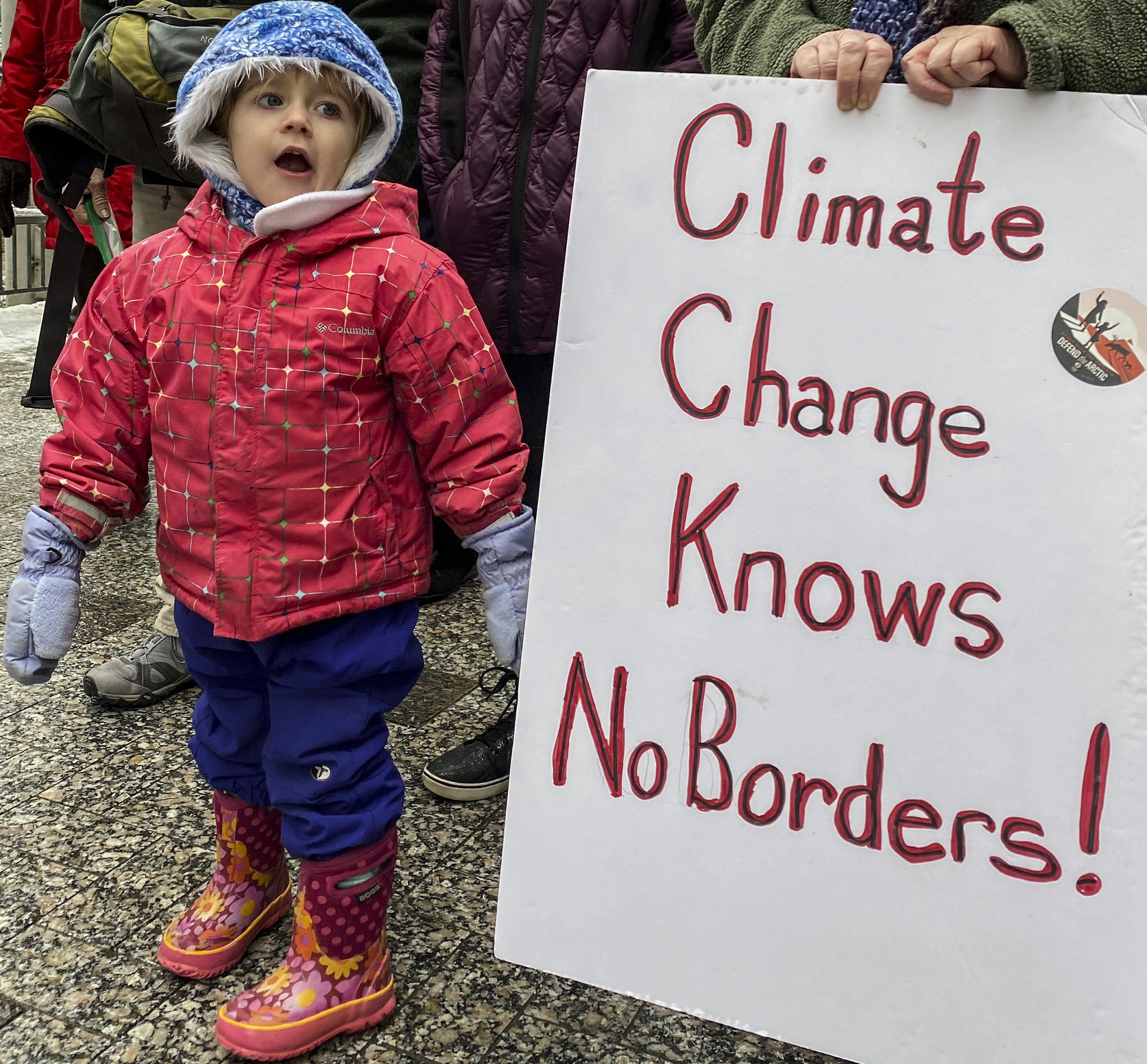
Emergencia climática

El cambio climático tiene efectos directos e indirectos en los niños. Los niños son más vulnerables a los efectos del calentamiento global sobre las personas que los adultos. La Organización Mundial de la Salud estimó que el 88% de la carga global de enfermedades existente está relacionada con el cambio climático que afecta a los niños menores de cinco años. La revisión de The Lancet sobre la salud y el cambio climático incluye a los niños como la categoría más afectada por el cambio climático.
Los niños son físicamente más vulnerables al cambio climático en todas sus formas. El cambio climático no sólo afecta a la salud física de los niños, sino también a su bienestar. Las  desigualdades imperantes, entre y dentro de los países, determinan en gran medida el impacto del cambio climático en los niños. Es importante ser consciente de que no se habla con justicia de los niños cuando se trata de las respuestas globales al cambio climático porque son la generación futura. 
Las personas que viven en  países de bajos ingresos sufren una mayor carga de enfermedades y son menos capaces de afrontar cualquier amenaza del cambio climático. Además, los derechos de los niños serán más difíciles de garantizar en una crisis climática.

## El impacto del cambio climático en la infancia

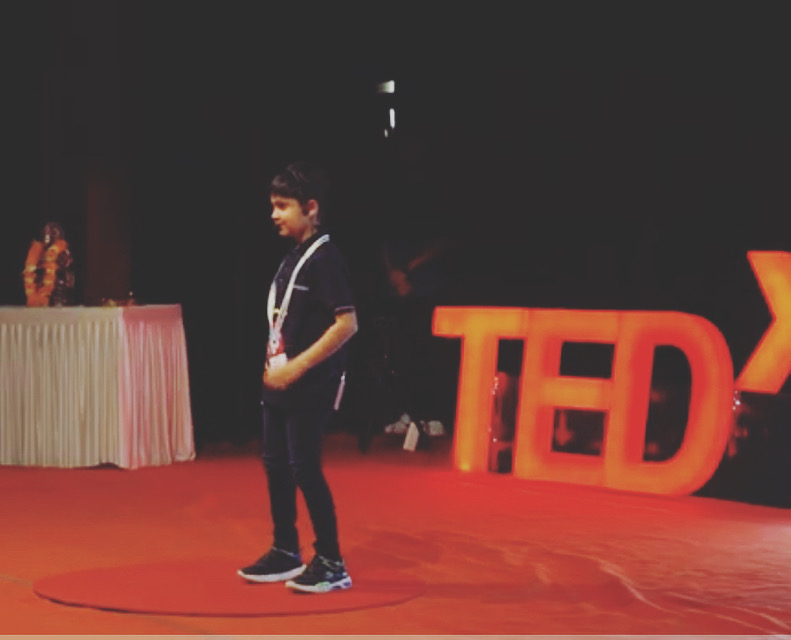
El niño activista Aayan Aggarwal en su charla TedX contra los plásticos, en Shirpur, India.

Los niños se ven afectados por la destrucción de los hogares, las amenazas a la seguridad alimentaria y la pérdida de los medios de subsistencia de las familias que provoca el cambio climático. Los efectos sobre los niños pueden verse exacerbados por la desigualdad social y económica, los conflictos armados y las epidemias sanitarias. Los efectos del cambio climático se dividen en dos dimensiones principales: directos o indirectos, instantáneos o diferidos. Tomando los efectos sobre la salud física del niño podemos mencionar: muertes y lesiones, enfermedades causadas por el calor, exposición a  tóxicos ambientales; infecciosas, y otras enfermedades presentes en temperaturas más cálidas.
También hay un aumento significativo de los problemas de salud mental y de aprendizaje, como el trastorno de estrés postraumático (TEPT), la depresión y la ansiedad, los trastornos del sueño, el déficits cognitivos y las dificultades de aprendizaje. En este ejemplo sobre el período posterior a los alimentos en Pakistán en 2010, el 73% de los jóvenes de 10 a 19 años mostraron altos niveles de TEPT, donde las niñas desplazadas se vieron gravemente afectadas.
Otros sucesos graves que se detectaron fueron la angustia, el dolor y la ira; la pérdida de identidad; los sentimientos de impotencia y desesperanza; los mayores índices de suicidio; y el aumento de la agresividad y la violencia.
Además de los efectos físicos, podemos hablar de la influencia de la salud psicológica y mental, que no ha sido bien investigada, pero que es crucial y amenazante para el bienestar del niño.

## Salud y bienestar

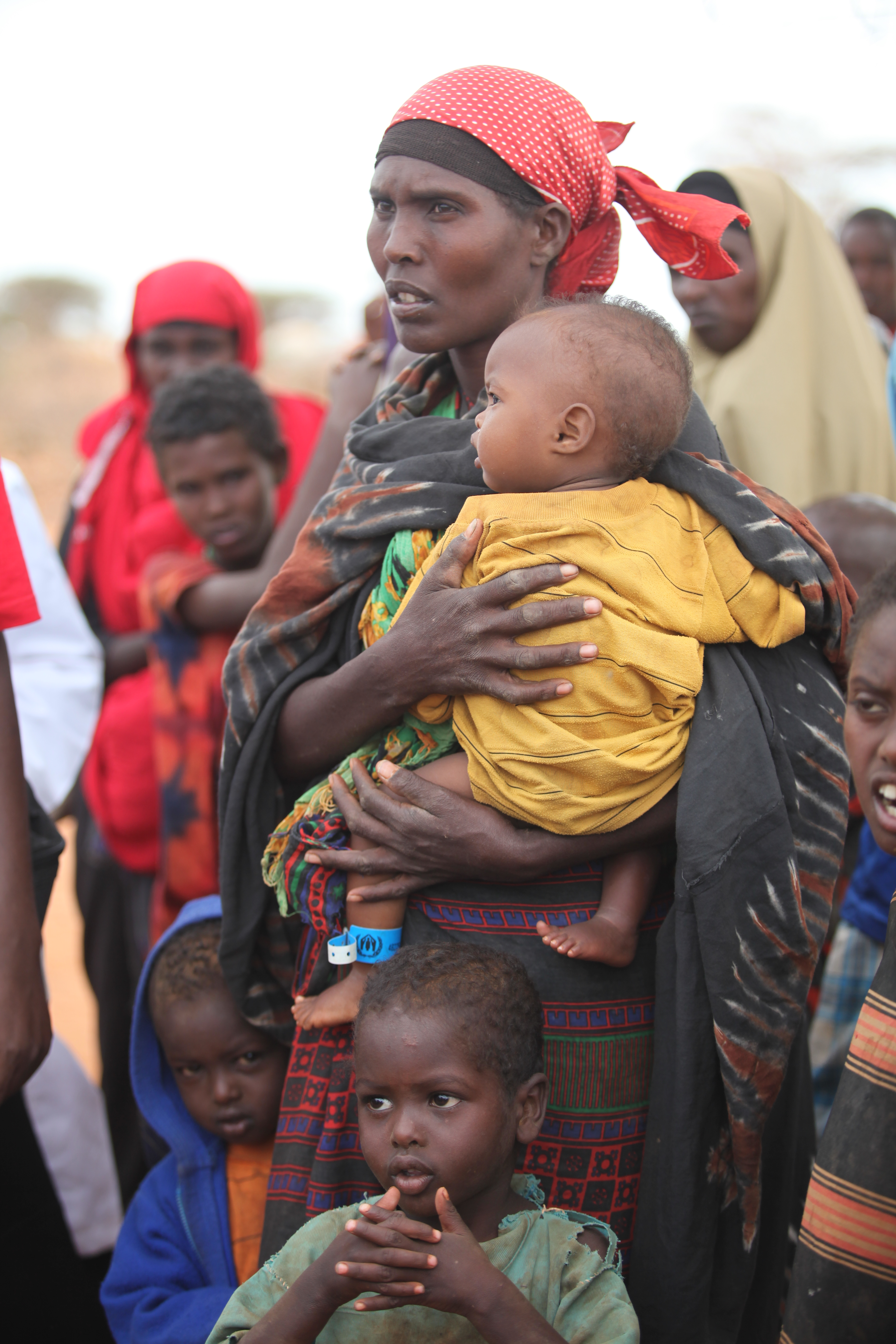
Foto de Oxfam del Cuerno de África con refugiados por hambruna relacionada con el clima.

### Vivienda
Los fenómenos extremos causados por el cambio climático pueden destruir hogares, escuelas, guarderías y otras infraestructuras críticas. El tifón Haiyan arrasó ciudades y pueblos enteros en las islas de Leyte y Samar (Filipinas). Muchos niños supervivientes del tifón Haian perdieron sus casas y pertenencias. En 2020, el tifón Molave causó inundaciones y corrimientos de tierra que destruyeron viviendas, poniendo en peligro a unos 2,5 millones de niños en Vietnam. Mató a 9 personas y desplazó a más de un millón en Vietnam y Filipinas.

### Ingresos familiares
Los fenómenos climáticos han causado importantes daños a las vidas y los medios de subsistencia. Los tifones, las mareas de tempestad y otras perturbaciones han provocado la pérdida de bienes y capital y la disminución de los ingresos familiares entre los agricultores, los pescadores, los trabajadores del sector informal y los propietarios de pequeñas empresas. Las familias con más hijos también son más vulnerables a los gastos sanitarios catastróficos y tienen más probabilidades de endeudarse. Después de que el tifón Parma azotara Filipinas, se produjo un aumento de las tasas de abandono escolar debido a la pérdida de ingresos de las familias. Los niños que seguían en la escuela a veces tenían que ir a clase sin subsidios para comprar comida.

### Seguridad alimentaria
En las zonas rurales, se han destruido campos, jardines, estanques, cultivos, barcos de pesca y equipos agrícolas, y se ha perdido ganado, lo que ha afectado a la seguridad alimentaria de comunidades enteras.

## Impacto ambiental
A nivel mundial, se estima que los niños toleran el 88% de la carga de enfermedades debido al cambio climático. Todos los niños dependen de sus cuidadores y de sus comunidades. La verdadera amenaza se encuentra en las zonas más desfavorecidas, que ya están sufriendo problemas medioambientales. Esto dará lugar a diversas enfermedades, discapacidades y una elevada tasa de mortalidad infantil. En 2013, el Grupo Intergubernamental de Expertos sobre el Cambio Climático, evaluó que las temperaturas globales probablemente aumentarán hasta 4,8 °C en 2100 si las emisiones actuales siguen aumentando.

### Impacto de la contaminación atmosférica en los niños

#### Influencia en el nacimiento
La exposición constante a los contaminantes atmosféricos influye en los casos de peso al nacer, talla baja para la edad gestacional (PEG) y parto prematuro.

#### Efectos respiratorios
Una vez que los niños están más expuestos a la contaminación atmosférica (O3, partículas, SO2, y/o NO2) tienden a padecer asma. lo que supone un aumento del estrés oxidativo de las vías respiratorias y de la inflamación de las mismas en niños asmáticos.

#### Efectos en el neurodesarrollo
La contaminación atmosférica afecta al neurodesarrollo del niño. Para ello, si llegamos a comparar un niño nacido dentro h una cohorte nacida antes del cierre de una central de carbón localizada, una cohorte concebida después del cierre de la planta tenía niveles significativamente más bajos de aductos PAH-ADN en la sangre del cordón umbilical y mayores niveles del factor neurotróficos derivado del cerebro (BDNF), una proteína necesaria en el desarrollo temprano del cerebro. Aquí es donde radica el riesgo.

## Compromiso de los niños con el cambio climático

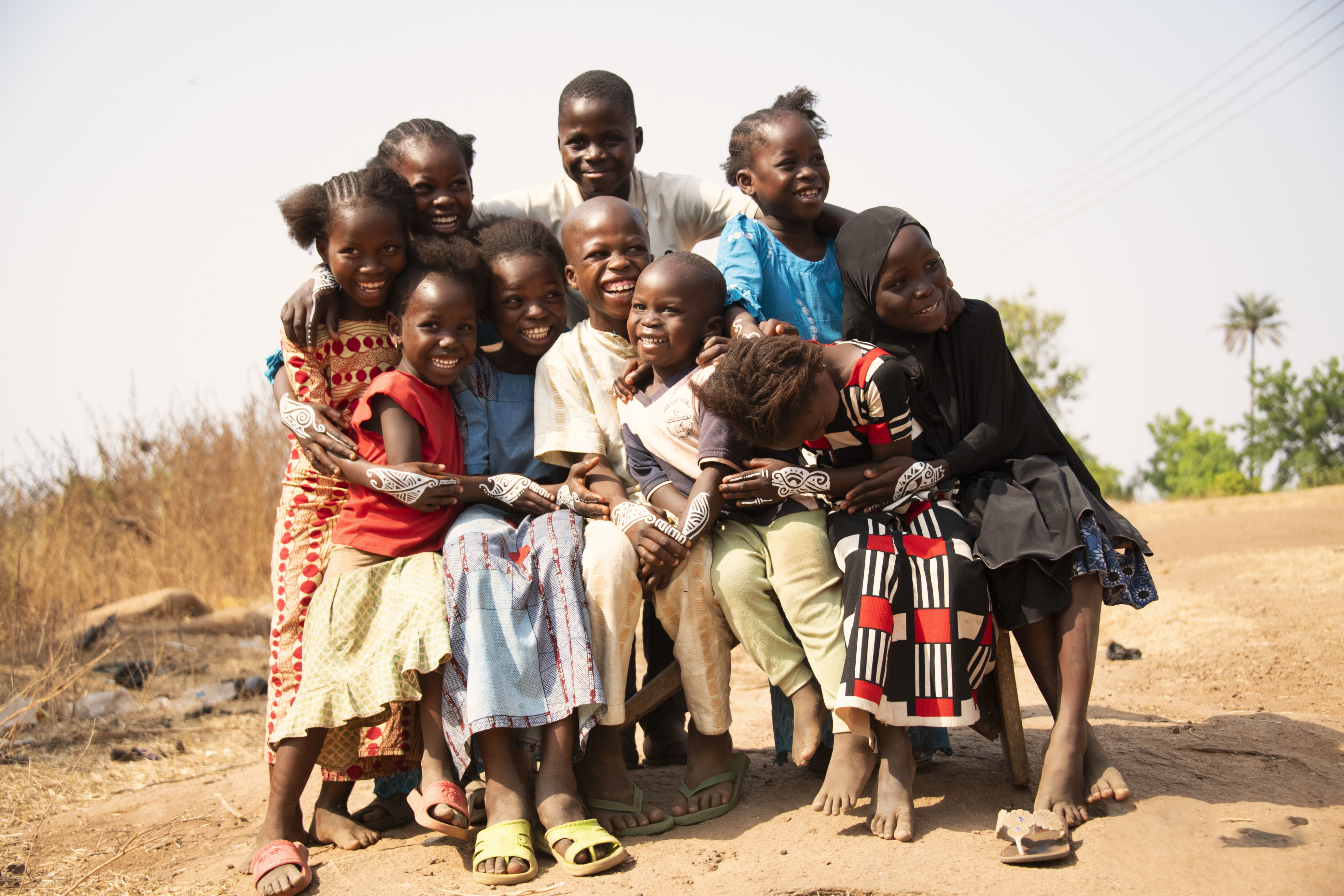
Niños que parecen experimentar / exhibir felicidad después de una clase de arte.

Afrontar los retos derivados del cambio climático es fundamental, especialmente cuando se trata de su impacto en los niños. Para ello, es fundamental abordar el problema con un enfoque educativo y artístico e implicar a los padres en el proceso. 
Es importante integrar el cambio climático en el plan de estudios. Una vez que los niños se enteran de la existencia y de la exigente urgencia de los problemas medioambientales globales que les rodean, son más conscientes y se comprometen a mejorar el estado medioambiental del mundo.
Las artes ayudan a los niños en diferentes aspectos de su desarrollo. Al animarles a expresarse de forma significativa con respecto a cualquier idea, en este caso el cambio climático, se les ofrece un medio para desarrollar resoluciones sostenibles hacia su comunidad y el mundo. Se observa que una vez que existe una fuerte relación entre los niños y sus padres, la percepción de estos últimos sobre los problemas podría verse afectada por los esfuerzos de sus hijos. Cuanto más comuniquen los niños los problemas del cambio climático, mejor será la concienciación de ambos. Por lo tanto, fomentar esta actitud comunicativa amistosa tiene un efecto positivo en la percepción y la acción de los padres más adelante.

## Abordar el reto del cambio climático para los niños
Es importante saber que un niño es un individuo vulnerable a cualquier problema, el cambio climático es una de las principales preocupaciones crecientes para los niños y debe ser abordado con prudencia. Se recomienda recordarles que no son los únicos que se enfrentan a este problema, compartir sus preocupaciones y convertir las vibraciones negativas en positivas para reducir el impacto del cambio climático en el bienestar de los niños.

## Activistas juveniles por el cambio climático y los niños
Es necesario apoyar y defender el activismo juvenil para reducir el impacto del cambio climático global en los niños.
- Mari Copeny
- Xiye Bastida
- Autumn Peltier
- Xiuhtezcatl Martinez
- Lesein Mutunkei
- Ella and Caitlin McEwan
- Leah Namugerwa
- Ridhima Pandey
- Isra Hirsi